# Kabalo (territorium)
Kabalo är ett territorium i Kongo-Kinshasa. Det ligger i provinsen Tanganyika, i den sydöstra delen av landet, 1 300 km öster om huvudstaden Kinshasa. Antalet invånare är 249 647.